# Новак Олександр Миколайович
Олександр Миколайович Новак (9 серпня 1966, Купель, Рокитнівський район, Рівненська область, Українська РСР, СРСР) — український чиновник, політик та діяч місцевого самоврядування. Перший заступник Харківського міського голови з 9 грудня 2020 року. Голова депутатської фракції «Блок Кернеса ― Успішний Харків» (2020).
Секретар Харківської міської ради (2010—2020). Кандидат юридичних наук, Заслужений юрист України.

## Життєпис
Народився 9 серпня 1966 року в селі Купель Рокитнівського району Рівненської області в сім'ї службовців.
У 1981 році закінчив Купельську восьмирічну школу, після чого вступив до Чернігівського юридичного технікуму, який закінчив у 1984 році. У 1984 році вступив до Харківського юридичного інституту, який закінчив у 1991 році за спеціальністю «Правознавство».
З 1984 року по 1986 рік проходив строкову службу в лавах Збройних Сил СРСР. З 1984 по 1992 роки — інспектор Центру з нарахування та виплати пенсій і допомог, інспектор з призначення пенсій, юрисконсульт контори нежитлового фонду міського житлового управління Харківської міської ради народних депутатів .
З 1992 по 2007 роки — юрисконсульт, завідувач юридичного відділу, начальник юридичної служби, начальник юридичного управління Харківської міської ради, директор Юридичного департаменту Харківської міської ради.
З квітня 2007 року по квітень 2010 року — керуючий справами виконавчого комітету Харківської міської ради.
З 28 квітня 2010 року по 24 листопада 2010 року — заступник міського голови — керуючий справами виконавчого комітету Харківської міської ради.
З 24 листопада 2010 року по 9 грудня 2020 року ― секретар Харківської міської ради.
У 2015 році захистив дисертацію на здобуття наукового ступеня кандидата юридичних наук на тему: «Конституційно-правові засади формування органів місцевого самоврядування в країнах Європи: порівняльно-правовий аспект».
З 9 грудня 2020 року ― перший заступник Харківського міського голови. 
Голова постійної комісії Харківської міської ради з питань планування, бюджету і фінансів. Голова депутатської фракції «Блок Кернеса ― Успішний Харків».

## Сім'я
Вдівець. Має доньку.

## Нагороди
Нагороджений грамотою Харківської обласної державної адміністрації, Почесним знаком голови Харківської обласної державної адміністрації «Слобожанська слава», Почесною грамотою виконавчого комітету Харківської міської ради. Має почесне звання «Заслужений юрист України».